# آرثر كابرال
آرثر كابرال (مواليد 25 أبريل 1998) هو لاعب كرة قدم برازيلي يلعب كمهاجم في نادي بازل.

## روابط خارجية
- آرثر كابرال على موقع الاتحاد الأوربي (الإنجليزية)
- آرثر كابرال على موقع قاعدة بيانات كرة القدم.إي يو (الإنجليزية)
- آرثر كابرال على موقع ليكيب (الفرنسية)
- آرثر كابرال على موقع Soccerway.com (الإنجليزية)
- آرثر كابرال على موقع عالم كرة القدم.نت (الإنجليزية)